# タカタ先生 (お笑い芸人)
タカタ先生（タカタせんせい、1982年12月29日 - ）は、日本のお笑いタレント、数学教師。元吉本興業東京本社所属。
広島県出身。東京学芸大学教育学部数学科卒業。お笑いコンビ「タカタ学園」のメンバー。

## 略歴・人物
- 東京NSC13期生[2]。
- 学歴は広島学院高等学校、東京学芸大学教育学部数学科卒業で、現役数学教師（非常勤講師）[3]。
- 理系男子の吉本芸人が理系トークをするイベント「理系ナイト」で、田畑藤本の藤本やしゅんしゅんクリニックPなどと共演している[4]。
- ドラゴンボールの「ZTVアナウンサー」芸人としても活動している[2]。
- 2013年4月頃、タカタ先生のYouTubeチャンネル「歌う数学教師♪タカタ先生」が開設[5]。
- 2016年10月、NSC同期生の我妻豊とお笑いコンビ『タカタ学園』を結成[6]。
- 元妻は漫画家のカキウチユウコ[7][3]。2020年3月17日に離婚した事が自身のツイッターにて報告された。

## 出演番組

### テレビ
- おはスタ（テレビ東京系列6局、2011年11月24日、2012年3月1日）
- ワケあり!レッドゾーン（読売テレビ、2015年1月30日、2015年2月6日）
- あいつ今何してる?特別編（テレビ朝日、2017年6月4日）
- 勇者ああああ（テレビ東京、2018年2月16日）
- 10万円でできるかな（テレビ朝日系、2018年2月28日）
- 所JAPAN（フジテレビ、2020年12月7日）

### インターネット番組

#### ニコニコ生放送
- R藤本の水曜はじけてまざれ!（2012年1月11日初出演 - 複数回出演[8][9]）
- R藤本のユーモアチャンネル（2013年6月30日初出演 - ）※MCとして不定期出演
- iDOL Street ストリート生全校集会～2014年度終業式～[10]（2015年3月29日）※MC出演
- 新生紀ドラゴゲリオンZ（2015年12月27日 - 複数回出演）
- MATH POWER 2016（2016年10月4日）※総合MC出演
- ベジータとカイジがレトロゲーム実況（2016年12月22日、2016年12月28日）

## 舞台

### ライブ
- 彩～irodori～Audition

### イベント
劇団アニメ座
- 劇団アニメ座VSシリーズ劇場版～アニメ座vsDB芸人～(ヨシモト∞ホール、2015年1月10日)
- 第3次 アニメ座vsDB芸人（新宿ロフトプラスワン、2016年2月26日）
- 第4次 アニメ座vsDB芸人(新宿ロフトプラスワン、2016年8月5日)

### 理系ナイト
- 理系ナイト～普段わかってもらえない理系若手芸人の集い～（新宿ロフトプラスワン、2013年3月15日）
- 理系ナイト2（新宿ロフトプラスワン、2013年9月7日）
- 理系ナイト3（新宿ロフトプラスワン、2014年1月17日）
- 理系ナイト4（新宿ロフトプラスワン、2014年4月25日）
- 理系ナイト5（新宿ロフトプラスワン、2014年9月12日）
- 理系ナイト6（新宿ロフトプラスワン、2014年12月20日）
- 理系ナイト7（新宿ロフトプラスワン、2015年4月11日）
- 理系ナイト8（新宿ロフトプラスワン、2015年7月31日）
- 理系ナイト9（新宿ロフトプラスワン、2015年11月27日）
- 理系ナイト10（新宿ロフトプラスワン、2016年3月19日）
- 理系ナイト11（新宿ロフトプラスワン、2016年9月5日）

### DBナイト
- R藤本プレゼンツ「DBナイト」[11]（2012年6月8日 - ）
- 劇団アニメ座DB[12]（新宿シアターモリエール、2013年3月2日、2回公演）
- 劇団アニメ座DB超（ルミネtheよしもと、2017年11月23日）